# Willie Anderson (basketspelare)
Willie Anderson, född 8 januari 1967 i Greenville, South Carolina, är en amerikansk idrottare som tog OS-brons i basket 1988 i Seoul. Detta var USA:s första brons i herrbasket i olympiska sommarspelen, och tredje gången genom alla tider som USA inte tog guld. Efter studier vid University of Georgia började han träna med San Antonio Spurs.